# Ghiacciaio Dana
Il ghiacciaio Dana (in inglese Dana Glacier) è un ghiacciaio lungo circa 56 km situato sulla costa di Black, nella parte orientale della Terra di Palmer, in Antartide. Il ghiacciaio fluisce dapprima verso est, partendo dal versante sudorientale dei monti Welch, scorrendo a sud del picco Giannini, per poi virare verso nord-est ed entrare nella parte sudoccidentale dell'insenatura di Lehrke poco a nord del massiccio Parmelee.

## Storia
Il ghiacciaio Dana fu scoperto da alcuni membri del Programma Antartico degli Stati Uniti d'America di stanza alla base Est che nel 1940 esplorarono questa costa sia via terra che con ricognizioni aeree, e fu completamente cartografato nel 1974 dallo United States Geological Survey sulla base di ulteriori ricognizioni effettuate dalla marina militare statunitense negli anni 1960. In seguito, esso fu così battezzato dal Comitato consultivo dei nomi antartici in onore di John B. Dana, ufficiale comandante dell'Antarctic Development Squadron Six durante l'operazione Deep Freeze del 1973.